# SummerSlam

Logo-ul oficial SummerSlam adoptat în 2006

SummerSlam este un eveniment pay-per-view anual de wrestling organizat în luna august de federația World Wrestling Entertainment. Prima ediție a pay-per-view-ului s-a desfășurat pe data de 29 august 1988, fiind găzduită de arena Madison Square Garden din New York.
SummerSlam este privit ca al doilea eveniment PPV ca importanță după WrestleMania. Este unul 
din cele patru pay-per-view-uri organizate inițial de WWE în anii '80, alături de Royal Rumble, 
WrestleMania și Survivor Series și cuprinde meciuri la care participă wrestleri din toate diviziile WWE : RAW, SmackDown! și începând din 2007 - ECW.

## Date și locuri de desfășurare
| Eveniment         | Dată            | Oraș                        | Locație                        | Eveniment principal | Ref.              |
| ----------------- | --------------- | --------------------------- | ------------------------------ | --- | ----------------- |
| SummerSlam (1988) | 29 august 1988  | New York, New York          | Madison Square Garden          | The Mega Powers (Hulk Hogan și Randy Savage) vs. The Mega Bucks (André The Giant și Ted DiBiase) cu Jesse Ventura ca arbitru invitat.                                                                                 |                   |
| SummerSlam (1989) | 28 august 1989  | East Rutherford, New Jersey | Meadowlands Arena              | Brutus Beefcake și Hulk Hogan vs. Randy Savage și Zeus |                   |
| SummerSlam (1990) | 27 august 1990  | Philadelphia, Pennsylvania  | The Spectrum                   | The Ultimate Warrior (c) vs. Rick Rude într-un Steel Cage match pentru campionatul WWF Championship |                   |
| SummerSlam (1991) | 26 august 1991  | New York, New York          | Madison Square Garden          | Hulk Hogan și The Ultimate Warrior vs. Sgt. Slaughter, General Adnan și Colonel Mustafa într-un Handicap elimination match cu Sid Justice ca arbitru invitat.                                                         |                   |
| SummerSlam (1992) | 29 august 1992  | Londra, Anglia              | Wembley Stadium                | Bret Hart (c) vs. The British Bulldog pentru campionatul WWF Intercontinental Championship |                   |
| SummerSlam (1993) | 30 august 1993  | Auburn Hills, Michigan      | The Palace of Auburn Hills     | Yokozuna (c) vs. Lex Luger pentru campionatul WWF Championship |                   |
| SummerSlam (1994) | 29 august 1994  | Chicago, Illinois           | United Center                  | The Undertaker vs. "The Undertaker" |                   |
| SummerSlam (1995) | 27 august 1995  | Pittsburgh, Pennsylvania    | Pittsburgh Civic Arena         | Diesel (c) vs. King Mabel pentru campionatul WWF Championship |                   |
| SummerSlam (1996) | 18 august 1996  | Cleveland, Ohio             | Gund Arena                     | Shawn Michaels (c) vs. Vader pentru campionatul WWF Championship |                   |
| SummerSlam (1997) | 3 august 1997   | East Rutherford, New Jersey | Continental Airlines Arena     | The Undertaker (c) vs. Bret Hart pentru campionatul WWF Championship cu Shawn Michaels ca arbitru invitat. |                   |
| SummerSlam (1998) | 30 august 1998  | New York, New York          | Madison Square Garden          | Stone Cold Steve Austin (c) vs. The Undertaker pentru campionatul WWF Championship |                   |
| SummerSlam (1999) | 22 august 1999  | Minneapolis, Minnesota      | Target Center                  | Stone Cold Steve Austin (c) vs. Mankind vs. Triple H într-un Triple Threat match pentru campionatul WWF Championship cu Jesse Ventura arbitru special.                                                                |                   |
| SummerSlam (2000) | 27 august 2000  | Raleigh, North Carolina     | Entertainment and Sports Arena | The Rock (c) vs. Kurt Angle vs. Triple H într-un Triple Threat match pentru campionatul WWF Championship |                   |
| SummerSlam (2001) | 19 august 2001  | San Jose, California        | Compaq Center                  | Booker T (c) vs. The Rock pentru campionatul WCW Championship |                   |
| SummerSlam (2002) | 25 august 2002  | Uniondale, New York         | Nassau Coliseum                | The Rock (c) vs. Brock Lesnar pentru campionatul WWE Undisputed Championship |                   |
| SummerSlam (2003) | 24 august 2003  | Phoenix, Arizona            | America West Arena             | Triple H (c) vs. Chris Jericho vs. Goldberg vs. Kevin Nash vs. Randy Orton vs. Shawn Michaels într-un meci Elimination Chamber pentru campionatul World Heavyweight Championship                                      |                   |
| SummerSlam (2004) | 15 august 2004  | Toronto, Ontario            | Air Canada Centre              | Chris Benoit (c) vs. Randy Orton pentru campionatul World Heavyweight Championship |                   |
| SummerSlam (2005) | 21 august 2005  | Washington, D.C.            | MCI Center                     | Hulk Hogan vs. Shawn Michaels |                   |
| SummerSlam (2006) | 20 august 2006  | Boston, Massachusetts       | TD Banknorth Garden            | Edge (c) vs. John Cena pentru campionatul WWE Championship |                   |
| SummerSlam (2007) | 26 august 2007  | East Rutherford, New Jersey | Continental Airlines Arena     | John Cena (c) vs. Randy Orton pentru campionatul WWE Championship |                   |
| SummerSlam (2008) | 17 august 2008  | Indianapolis                | Conseco Fieldhouse             | Edge vs. The Undertaker într-un Hell in a Cell match |                   |
| SummerSlam (2009) | 23 august 2009  | Los Angeles                 | Staples Center                 | Jeff Hardy (c) vs. CM Punk într-un Tables, Ladders, and Chairs match pentru campionatul World Heavyweight Championship                                                                                                | [ 1 ]             |
| SummerSlam (2010) | 15 august 2010  | Los Angeles, California     | Staples Center                 | Team WWE (John Cena, Bret Hart, Chris Jericho, Daniel Bryan, Edge, John Morrison și R-Truth) vs. The Nexus (Wade Barrett, Darren Young, David Otunga, Heath Slater, Justin Gabriel, Michael Tarver și Skip Sheffield) | [ 2 ]             |
| SummerSlam (2011) | 14 august 2011  | Los Angeles, California     | Staples Center                 | CM Punk (c) vs. Alberto Del Rio pentru campionatul WWE Championship cu Del Rio încasând valiza Money in the Bank |                   |
| SummerSlam (2012) | 19 august 2012  | Los Angeles, California     | Staples Center                 | Brock Lesnar vs. Triple H într-un No Disqualification match |                   |
| SummerSlam (2013) | 18 august 2013  | Los Angeles, California     | Staples Center                 | Daniel Bryan (c) vs. Randy Orton pentru campionatul WWE Championship cu Triple H arbitru special. Orton a încasat valiza Money in the Bank.                                                                           |                   |
| SummerSlam (2014) | 17 august 2014  | Los Angeles, California     | Staples Center                 | John Cena (c) vs. Brock Lesnar pentru campionatul WWE World Heavyweight Championship |                   |
| SummerSlam (2015) | 23 august 2015  | Brooklyn, New York          | Barclays Center                | Brock Lesnar vs. The Undertaker |                   |
| SummerSlam (2016) | 21 august 2016  | Brooklyn, New York          | Barclays Center                | Brock Lesnar vs. Randy Orton |                   |
| SummerSlam (2017) | 20 august 2017  | Brooklyn, New York          | Barclays Center                | Brock Lesnar (c) vs. Braun Strowman vs. Roman Reigns vs. Samoa Joe pentru campionatul WWE Universal Championship |                   |
| SummerSlam (2018) | 19 august 2018  | Brooklyn, New York          | Barclays Center                | Brock Lesnar (c) vs. Roman Reigns pentru campionatul WWE Universal Championship |                   |
| SummerSlam (2019) | 11 august 2019  | Toronto, Ontario, Canada    | Scotiabank Arena               | Brock Lesnar (c) vs. Seth Rollins pentru campionatul WWE Universal Championship | [ 3 ]             |
| SummerSlam (2020) | 23 august 2020  | Orlando, Florida            | Amway Center                   | Braun Strowman (c) vs. "The Fiend" Bray Wyatt într-un Falls Count Anywhere match pentru campionatul WWE Universal Championship                                                                                        | [ 4 ] [ 5 ] [ 6 ] |
| SummerSlam (2021) | 21 august 2021  | Paradise, Nevada            | Allegiant Stadium              | Roman Reigns (c) vs. John Cena pentru campionatul WWE Universal Championship | [ 7 ]             |
| SummerSlam (2022) | 30 iulie 2022   | Nashville, Tennessee        | Nissan Stadium                 | Roman Reigns (c) vs. Brock Lesnar pentru Undisputed WWE Universal Championship |                   |
| SummerSlam (2023) | 5 August 2023   | Detroit, Michigan           | Ford Field                     | Roman Reigns (c) vs. Jey Uso pentru Undisputed WWE Universal Championship |                   |
| SummerSlam (2024) | 3 August 2024   | Cleveland, Ohio             | Cleveland Browns Stadium       | Cody Rhodes (c) vs. Solo Sikoa pentru Undisputed WWE Championship |                   |
| SummerSlam (2025) | 2-3 August 2025 | East Rutherford, New Jersey | MetLife Stadium                | CM Punk vs Gunther (c) pentru WWE World Heavyweight Championship (Noaptea 1) John Cena (c) vs Cody Rhodes pentru WWE Championship (Noaptea 2)                                                                         |                   |